# Zenészeti Lapok
A Zenészeti Lapok az első jelentős magyar zenei szakfolyóirat volt. Alapítója és főszerkesztője id. Ábrányi Kornél. A lap kiadásában részt vállalt még Bartalus István, Mosonyi Mihály és Rózsavölgyi Gyula. Az első száma 1860. október 5-én, az utolsó pedig 1876. augusztus 5-én jelent meg, összesen 16 évfolyamban, hetente egyszer. Két ízben hosszabb ideig szünetelt. 
Ábrányi néhány évvel később, 1872-ben, Zenészeti Közlöny címen indított lapot.

## További információ
Zenészeti Lapok online elérése